# Tokyo Xtreme Racer: Drift 2
Tokyo Xtreme Racer Drift 2 (conocido como Kaidō Battle: Touge no Densetsu (lit. Kaido: Legend of the Mountain Pass) en Japón y Kaido Racer 2 en territorios PAL) es un simulador de carreras desarrollado por Genki, lanzado en 2005. Es la tercera entrega de la serie serie Kaido Battle, siendo una secuela de Kaidō Battle 2: Chain Reaction (conocido como Kaido Racer en Europa y Australia), y tomando prestado en gran medida de la influyente serie Shutokō Battle creada por la misma compañía.

## Jugabilidad
El juego trata sobre carreras de autos y se divide en horario diurno y nocturno. Durante el día, el jugador participa en carreras y contrarreloj legalmente sancionadas para ganar dinero. Sin embargo, por la noche, el jugador puede desafiar y ser desafiado en varios tipos de duelos, como batallas uno contra uno, eventos de derrape y ataques contrarreloj, para aumentar su reputación. El jugador puede comprar un auto de serie usado o nuevo, modificarlo con piezas aerodinámicas y de motor, y obtener patrocinios que pagan más dinero. La lista de autos incluye más de 200 autos, que contienen muchos tipos de vehículos, desde pequeños kei cars hasta autos deportivos extremos. La mayoría de los autos que se muestran son autos japoneses con licencia, con algunos autos europeos importados adicionales.

### Carrera
El modo carrera (o modo Conquista en el juego, como se lo llama) presenta a un solo conductor (cuyo nombre es proporcionado por el jugador; el nombre predeterminado es "k_taro") en su misión de convertirse en el mejor corredor en el área de la Prefectura de Osaka. El jugador, según las primeras tres letras del nombre que ingrese, que correspondería a los tres primeros dígitos, comienza con cualquier valor entre 1,700,000 y 2,990,000 CP para comprar un coche. El modo Conquista ha cambiado significativamente con respecto al primer juego, con la incorporación de varias nuevas localizaciones de la vida real. Hakone y Haruna regresan del juego original, mientras que se han añadido varias localizaciones nuevas, como Shiga Kusatsu, Hiroshima, Nikko y Monte Rokkō (dividido en dos carreteras, Ura y Omote).
A las pistas originales del juego se les ha añadido una nueva opción, la de "Circuitos cortos". Solo hay ocho circuitos cortos en el juego, que, como su nombre indica, son mucho más cortos que los circuitos normales. Estos circuitos se deben desbloquear ganando un evento de invitación especial, que se realiza al vencer a un oponente importante en el juego y ganar una serie de premios. Varios patrocinadores y muchos pilotos de alto riesgo participan en los circuitos cortos, y varios pilotos del "Tokyo Xtreme Racer" original aparecen en los circuitos cortos.
El tuning del coche también ha cambiado significativamente. La secuela incluye vinilos que se pueden poner en el coche, aunque el esquema de pegatinas ha cambiado y ahora sólo se puede aplicar una pegatina del equipo al coche. Se han realizado varios cambios en la modificación de la carrocería, con la posibilidad de añadir guardabarros, capós y alerones personalizados, así como piezas de fibra de carbono. El tuning de rendimiento permite al jugador elegir de qué fabricante instalar una pieza, lo que tiene distintos efectos en el rendimiento del coche. Los motores de aspiración natural pueden ser turboalimentados y también volver a la aspiración natural. Sin embargo, a los coches turboalimentados de fábrica no se les pueden quitar los turbos.
Al igual que en el original, el objetivo es derrotar a todos los "Slashers" (jefes) para ganar el juego. A diferencia del primer juego, en cada circuito solo hay un Slasher, y se han añadido varios pilotos Supporter (pilotos más poderosos, que sirven como preludio a un Slasher). Los Slashers conducen vehículos especiales con kits de carrocería, pintura y pegatinas únicos. En el modo Conquista, el jugador tiene la posibilidad de desbloquear algunos coches especiales y comprarlos, que tienen kits de carrocería, trabajos de pintura, vinilos y llantas personalizados. Cada piloto del juego tiene su propia biografía, a menudo con un tono cómico, así como su propio coche único. El jugador puede participar en apuestas durante las carreras, con la posibilidad de ganar piezas de coche o vehículos nuevos.
Las carreras por categorías también han cambiado y ahora son de tres tipos: carreras estándar, carreras avanzadas y Gymkhana. Las carreras estándar permiten al jugador avanzar por los niveles, lo que a su vez le permite competir en carreras avanzadas. Las carreras avanzadas tienen medallas especiales que pueden desbloquear nuevos equipos, nuevos coches y también circuitos cortos. Gymkhana cuenta con un aparcamiento con conos, donde el jugador debe conseguir la mayor cantidad de puntos para ganar.
La trama del juego gira en torno a dos equipos de carreras, "Thirteen Devils" y "Kingdom Twelve". "Thirteen Devils" es un equipo de Tokio, que busca dominar la escena de las carreras. Son un grupo de trece pilotos con coches de alto rendimiento, todos ellos con una distintiva pintura amarilla y vinilos personalizados. En el lado opuesto están "Kingdom Twelve", un grupo de doce corredores profesionales que compiten para "proteger" sus pistas. También llevan vinilos personalizados y coches de alto rendimiento. Durante el transcurso del juego, el jugador tendrá oportunidades de competir con pilotos de ambos grupos, y se los menciona regularmente durante el juego a través de mensajes.
La historia del juego consta de cuatro etapas. Cada etapa presenta un conjunto de ubicaciones y, por lo general, solo se debe superar una para avanzar a la siguiente etapa. A medida que se derrotan a los Slashers y se desbloquean nuevas ubicaciones, se desbloquean nuevos autos, patrocinadores y piezas de autos. En cualquier caso, se debe superar cada evento para completar la historia al 100%.

### Vehículos
El juego incluye una selección de 218 coches con licencia japonesa y europea. También hay varias parodias de coches de títulos de anime y manga como Initial D, Wangan Midnight y Over Rev!. A diferencia de los juegos anteriores de la franquicia, los fabricantes estadounidenses han sido completamente excluidos.

## Modos de juego
El juego cuenta con muchos modos, muchos de los cuales aparecen en el modo Conquista:

### Desafíos estándar
- Desafío SP: Carrera estándar entre dos rivales, con barras de salud. El auto que va adelante le quitará salud al auto que va detrás, aumentando con la distancia entre ellos. También se pierde salud al chocar contra las paredes.
- Desafío SA: Carrera Touge entre dos rivales, con el jugador atrás. Este modo no cuenta con barras de salud, pero la carrera se puede ganar independientemente de si un rival se adelanta demasiado.
- Desafío TF: Carrera Touge entre dos rivales. El jugador comienza en la posición líder y tiene que terminar la carrera primero para ganar.

- Desafío TA: Desafío estándar Time Attack, con el objetivo de batir el récord del rival.
- Desafío CA: Time Attack, pero también cuenta con un modo de derrape en el que el jugador tiene que batir el récord de tiempo del rival y también sumar más puntos de derrape que el rival.
- Desafío TAC: desafío de ataque de tiempo, pero el jugador tiene una barra de salud que se reducirá si choca contra las paredes.
- Desafío CAT: desafío de derrape, en el que el jugador tiene que sumar puntos en cada turno. El jugador perderá automáticamente los puntos si choca o no logra sumar suficientes puntos.

### Carreras por categorías
Las carreras por categorías también se incluyeron en el juego original y regresan con algunos cambios:
- Carrera por categorías: el objetivo de la carrera es sumar una cantidad de puntos otorgados a través del derrape para que el jugador pueda ganar el dinero. El derrape puede sumar un combo que aumenta continuamente, siempre que obtenga más de 1000 puntos en cada sección.
- Gimkhana: una nueva opción en el juego, que se divide en desafíos TA y CA. El desafío TA es un ataque de tiempo en un circuito de gymkhana, donde el jugador debe completar la ruta dentro de un tiempo determinado. CA Challenge también incluye una serie de puntos de derrape que se deben sumar en el tiempo indicado.
- Carreras avanzadas: el jugador debe poseer un tipo específico de motor o automóvil para participar en la carrera. Cada destino tiene eventos únicos y premios en efectivo mucho más grandes, además de desbloquear medallas especiales.[4][5]

## Recepción
El juego tuvo una recepción mixta tras su lanzamiento, ya que GameRankings le dio una puntuación de 52.12%, Mientras que Metacritic le dio 46 sobre 100.